# Штучна бактеріальна хромосома
Бактеріальна штучна хромосома (bacterial artificial chromosome, BAC ) - це ДНК-конструкція, розроблена на основі плазміди функціональної фертильності (або F-плазміди ), що використовується для трансформації та клонування бактерій, як правило, E. coli.    Вибір F-плазміди зумовлений тим, що вона містить гени розподілу, які сприяють рівномірному розходженню плазмід після поділу бактеріальної клітини. Зазвичай розмір вставки для бактеріальної штучної хромосоми становить 150–350 тисяч пар основ .  Подібний клонувальний вектор, що називається PAC, також було розроблено на основі ДНК бактеріофага P1. 
BAC часто використовуються для секвенування геному організмів у геномних проектах, наприклад, в проекті "геном людини" . Короткі частини ДНК організму ампліфікуються, як вставки в BAC, а потім секвенуються. Після цього, секвеновані частини збирають in silico, отримуючи в результаті геномну послідовність організму. BACs були замінені більш швидкими і менш трудомісткими методами секвенування, такими як повногеномне секвенування методом дробовика, а останнім часом і методами секвенування нового покоління (next generation sequencing). 

## Типові компоненти в складі BAC
repE
для реплікації плазміди та регулювання кількості її копій.
parA і parB
для розподілу плазмідної ДНК на дочірні клітини під час поділу та стабільне підтримання її вмісту в клітинах.
Селективний маркер
для антибіотикорезистентності ; деякі BAC також мають ген β-галактозидази (lacZ) в сайті клонування для біло-синього скринінгу .
T7 & Sp6
фагові промотори для транскрипції вставлених генів.

## Використання для моделювання хвороб

### Спадкові захворювання
Зараз BAC використовуються більшою мірою для моделювання генетичних захворювань, часто разом з використанням трансгенних мишей. BAC можуть бути корисними у таких дослідженнях, оскільки складні гени іноді мають декілька регуляторних елементів перед кодуючою послідовністю, зокрема різні промоторні послідовності, що регулюватимуть рівень експресії гена. BAC з певним успіхом використовували при вивченні на мишах неврологічних захворювань, таких як хвороба Альцгеймера або у дослідженні анеуплоїдії, пов’язаної з синдромом Дауна. Були також дослідження, де їх застосовували для вивчення конкретних онкогенів, пов’язаних з раком. При моделюванні генетичних захворювань BAC з відповідною вставкою доставляється в модельний організм шляхом електропорації/трансформації, трансфекції відповідним вірусом або за допомогою мікроін'єкцій. BAC також можна застосовувати для виявлення генів або великих послідовностей, а потім використовувати їх для картування на хромосомі людини за допомогою BAC-мікрочипів. Перевагою BAC у дослідженнях такого роду є те, що вони вміщують набагато більші за довжиною послідовності без ризику їх перебудови, і тому є більш стійкими, ніж інші типи клонувальних векторів.     

### Інфекційні захворювання
Геноми кількох великих ДНК-вірусів та РНК-вірусів були клоновані в BAC. Такі конструкції називають "інфекційними клонами", оскільки трансфекція BAC-вектору в клітини-господарі є достатньою для ініціювання вірусної інфекції. Інфекційна властивість цих BAC зробила доступнішим вивчення багатьох вірусів, таких як герпесвіруси, поксвіруси та коронавіруси. Молекулярні дослідження цих вірусів тепер можна проводити, використовуючи генетичні методи для здійснення мутацій в BAC, поки вона знаходиться в бактеріях. У таких методах використовують лінійні або кільцеві таргетні вектори для проведення гомологічної рекомбінації.